# Az Amerikai Egyesült Államok elnökjelöltjeinek listája (1789–1852)
Ez a lista tartalmazza az Amerikai Egyesült Államok elnökjelöltjeit 1789 és 1852 között. Az első választást 1788–1789-ben tartották, amelyet a második 1792-ben követett.
A 12. alkotmánymódosítás 1804-es elfogadása előtt minden elektornak két szavazata volt, amik között nem volt megkülönböztetve, hogy melyiket szánják az elnökre vagy az alelnökre. Ebben a rendszerben a legtöbb szavazatot kapó jelölt lett az elnök, a második helyezett pedig az alelnök. Az alkotmánymódosítás után az elektorok egy-egy szavazatot adtak le a az elnökre és az alelnökre. Minden elnöknek volt egy alelnökjelöltje, akivel együtt indult a posztért. 1824 óta számolják az állampolgárok által leadott szavazatokat is, bár ennek nincsen közvetlen befolyása az elnök kilétére.

## Lista
| Év   | Független (Föderalista támogatással)              | Egyéb | Egyéb |
| ---- | ------------------------------------------------- | --- | --- |
| 1789 | George Washington (Vir.) – John Adams (MA.)       | John Jay, Robert H. Harrison, John Rutledge, John Hancock, George Clinton, Samuel Huntington, John Milton, James Armstrong, Benjamin Lincoln, Edward Telfair | John Jay, Robert H. Harrison, John Rutledge, John Hancock, George Clinton, Samuel Huntington, John Milton, James Armstrong, Benjamin Lincoln, Edward Telfair                      |
| 1792 | George Washington (Vir.) – John Adams (MA.)       | George Clinton, Thomas Jefferson, Aaron Burr | George Clinton, Thomas Jefferson, Aaron Burr |
| Év   | Demokrata-Republikánus Párt                       | Föderalista Párt | Egyéb |
| 1796 | Thomas Jefferson (Vir.) – Aaron Burr (NJ)         | John Adams (Mass.) – Thomas Pinckney (SC) | Thomas Pinckney, Aaron Burr, Samuel Adams, Oliver Ellsworth, George Clinton, John Jay, James Iredell, Samuel Johnston, George Washington, John Henry, Charles Cotesworth Pinckney |
| 1800 | Thomas Jefferson (Vir.) – Aaron Burr (NJ)         | John Adams (Mass.) – Charles Cotesworth Pinckney (SC) | John Jay |
| 1804 | Thomas Jefferson (Vir.) – George Clinton (NY)     | Charles Cotesworth Pinckney (SC) – Rufus King (Mass.) | |
| 1808 | James Madison (Vir.) – George Clinton (NY)        | Charles Cotesworth Pinckney (SC) – Rufus King (Mass.) | |
| 1812 | James Madison (Vir.) – Elbridge Gerry (MA)        | DeWitt Clinton (Vir.) – Jared Ingersoll (Con.) | |
| 1816 | James Monroe (Vir.) – Daniel D. Tompkins (NY)     | Rufus King (Mass.) – John Eager Howard (Mar.) | |
| 1820 | James Monroe (Vir.) – Daniel D. Tompkins (NY)     | Ellenfél nélkül | |
| Év   | Demokrata-Republikánus Párt                       | Demokrata-Republikánus Párt | Egyéb |
| 1824 | Andrew Jackson (TN) – John C. Calhoun (SC)        | John Quincy Adams (Mass.) – John C. Calhoun (SC) | William H. Crawford (GA) – Nathaniel Macon (NC) Henry Clay (KY) – Nathan Sanford (NY)                                                                                             |
| Év   | Demokrata Párt                                    | Nemzeti Republikánus Párt | Egyéb |
| 1828 | Andrew Jackson (TN) – John C. Calhoun (SC)        | John Quincy Adams (Mass.) – Richard Rush (PA) | |
| 1832 | Andrew Jackson (TN) – Martin Van Buren (NY)       | Henry Clay (KY) – John Sergeant (PA) | John Floyd – Henry Lee (Nullifier Párt) William Wirt – Amos Ellmaker (Anti-Masonic Párt)                                                                                          |
| Év   | Demokrata Párt                                    | Whig Párt | Egyéb |
| 1836 | Martin Van Buren (NY) – Richard M. Johnson (Vir.) | William Henry Harrison (OH) – Francis Granger (Con.) | Hugh L. White (TN) – John Tyler (Vir.) Daniel Webster (Mass.) – Francis Granger (Con.) W. P. Mangum (NC) – John Tyler (Vir.)                                                      |
| 1840 | Martin Van Buren (NY) – alelnökjelölt nélkül      | William Henry Harrison (OH) – John Tyler (Vir.) | James G. Birney – Thomas Earle (Szabadság) |
| 1844 | James Knox Polk (TN) – George M. Dallas (PA)      | Henry Clay (KY) – Theodore Frelinghuysen (NJ) | James G. Birney – Thomas Morris (Szabadság) |
| 1848 | Lewis Cass (MI) – William O. Butler (KY)          | Zachary Taylor (LA) – Millard Fillmore (NY) | Martin Van Buren – Charles F. Adams (Free Soil) |
| 1852 | Franklin Pierce (NH) – William R. King (NC)       | Winfield Scott (NJ) – William A. Graham (NC) | John P. Hale – George Washington Julian (Free Soil) Daniel Webster – Charles Jones Jenkins (Union)                                                                                |